# Władimir Razuwajew
Władimir Nikołajewicz Razuwajew (ros. Владимир Николаевич Разуваев; ur. 4?/16 stycznia 1900 we wsi Aleksiejewka w guberni kurskiej, zm. 5 sierpnia 1980 w Moskwie) – radziecki dowódca wojskowy, dyplomata, generał-porucznik.

## Życiorys
Od 1921 żołnierz Armii Czerwonej, od 1924 członek partii komunistycznej, w 1939–1940 szef sztabu 9 Armii, w 1940–41 zastępca szefa sztabu Zakaukaskiego Okręgu Wojskowego w stopniu pułkownika.
W 1941 zastępca szefa sztabu Frontu Zakaukaskiego, od marca 1942 szef Wydziału Operacyjnego i zastępca szefa sztabu Frontu Krymskiego, w 1942 szef Wydziału Operacyjnego i zastępca szefa sztabu Frontu Północno-Kaukaskiego, 13 maja 1942 awansowany na generała-majora. Szef Wydziału Operacyjnego i zastępca szefa sztabu Czarnomorskiej Grupy Wojsk, od października 1942 do stycznia 1943 szef sztabu 37 Armii, od stycznia do kwietnia 1943 szef sztabu 44 Armii, od kwietnia do sierpnia 1943 szef sztabu 2 Gwardyjskiej Armii, od sierpnia do listopada 1943 ponownie szef sztabu 44 Armii. Od listopada 1943 do lutego 1944 zastępca dowódcy 28 Armii, od lutego 1944 do stycznia 1945 zastępca dowódcy 51 Armii, zastępca dowódcy 4 Frontu Ukraińskiego, od 31 października 1944 generał-porucznik, od stycznia 1945 dowódca 1 Armii Uderzeniowej.
Od 9 lipca 1945 do 4 lutego 1946 dowódca wojsk Mińskiego Okręgu Wojskowego, od lipca 1946 do 1950 I zastępca Głównego Wojskowego Inspektora Sił Zbrojnych ZSRR, od 14 grudnia 1950 do 31 lipca 1953 ambasador nadzwyczajny i pełnomocny ZSRR w Korei Północnej, jednocześnie główny doradca wojskowy przy Głównodowodzącym Koreańskiej Armii Ludowej Kim Ir Senie w związku z trwającą wojną w Korei (1950–53). Od października 1954 do października 1956 szef sztabu Wojsk Obrony Powietrznej, od października 1956 do września 1968 kierownik katedry Wojskowej Akademii Sztabu Generalnego, następnie zwolniony ze służby z powodu wieku.

## Odznaczenia
- Order Lenina
- Order Czerwonego Sztandaru (pięciokrotnie)
- Order Suworowa I klasy
- Order Suworowa II klasy
- Order Kutuzowa II klasy
- Order Czerwonej Gwiazdy (dwukrotnie)

i wiele medali.